# 隆
隆為日本電子遊戲公司卡普空格鬥遊戲《快打旋風系列》的主角，於1987年發行的《街头霸王》首次登場。

## 角色概要

### 背景
隆是個為了面對更強的對手、而不斷自我修行的格鬥家。在最早1987年的《快打旋風》裡為參加世界格鬥技的選手，之後在1991年的《快打旋風II》便修改定位成「獨自一人不斷地在世界各地旅行、找尋好對手、追求『真格鬥家』之道」的孤高形象至今。個性上則描述成剛毅木訥、樸實的性格。與一同修業的師兄弟肯關係極佳，是很好的朋友與對手。
隆與肯學習的武術流派名稱為「暗殺拳」，而在1996年《快打旋風ZERO 2》裡作品中，額外新增隆的體內有與豪鬼相同的「殺意波動」，如果無法靠自己的意志克制殺意波動就會失去理智，變成只知殺戮的殺人狂。

### 外觀
隆的造型以白色武道服、額頭綁著頭布帶、雙手繫著格鬥用的護手套為主。最初在《快打旋風一代》裡腳上有穿著紅色布履鞋，之後在《快打旋風II》便改成赤腳的模樣至往後登場的作品裡。
額上的頭布帶顏色在快打旋風II、III、IV作品中為紅色，在描述隆早期格鬥經歷的快打旋風1代、ZERO系列裡則為白色，ZERO 2里肯的结局揭示了红色头带的来源。身上道服的繫帶在《快打旋風II》裡曾繡上武將武田信玄使用的軍旗字號「風林火山」。
因隆在遊戲中皆僅穿著道服、且不斷地於各地流浪的形象，讓一些週邊的二次創作常將隆描寫成貧乏的模樣，卡普空設計部部長SHOEI曾對此點向玩家表示「沒特定想過要將隆設定成窮人、而他身上都會攜帶一定額度的金錢」。後續《快打旋風4》也曾針對此點；讓隆在比賽獲得勝利時說出「只是覺得打赤腳比較舒服，並不是說（我經濟狀況上）買不起」。
在《快打旋風6》中，肯還幫隆辦了一張黑卡。裡面的錢是隆參加各種格鬥大賽贏回來的獎金，額度足夠隆吃住一輩子。
動畫版則是隨身攜帶布鞋與皮鞋，另帶功夫鞋，以在未打鬥時穿上(肯是基本上就穿著名牌鞋)。

### 招式
隆從《快打旋風一代》開始，便以使用著遠距離氣彈攻擊「波動拳」、對空打擊技「昇龍拳」、突擊招式「龍卷旋風腳」而聞名，並被後續許多卡普空及它家業者開發的格鬥遊戲所參考。其中波動拳來自於角色設計者之一西山隆志從動漫《宇宙戰艦大和號》裡出現的兵器「波動炮」所獲得的靈感。而角色原創者竹村学表示著會讓隆擁有如此動作誇張的招式，無疑是為了讓玩家對隆有深刻的印象。
在街霸流行开之后，受其影响，大多数格斗游戏中，隆的这种飞行道具+对空攻击+突进攻击构成的招式组合成为了许多主角招式的标准配置。由于街頭霸王是第一个开创这种招式模式的格斗游戏，在坊间这种配置被因此统称为“波升流”。

## 登場作品

### 電子遊戲

#### 快打旋風系列
| 發行年份 | 遊戲名稱                | 角色稱號               | 角色配音員 |
| -------- | ----------------------- | ---------------------- | ---------- |
| 1987     | 快打旋風                |                        |            |
| 1991     | 快打旋風II              |                        |            |
| 1992     | 快打旋風II Turbo        |                        |            |
| 1993     | 超級快打旋風II          |                        |            |
| 1994     | 超級快打旋風II X        | 永遠的挑戰者（）       |            |
| 1994     | 快打旋風ZERO            |                        | 石塚堅     |
| 1996     | 快打旋風ZERO2           |                        | 石塚堅     |
| 1997     | 快打旋風EX plus α       |                        | 石塚堅     |
| 1997     | 快打旋風III             | 孤高的修道者（）       | 高木涉     |
| 1997     | 快打旋風III 2nd Impact  | 孤高的修道者（）       | 高木涉     |
| 1998     | 快打旋風ZERO3           | 無止盡地等待好對手（） | 森川智之   |
| 1999     | 快打旋風EX 2            |                        | 石塚堅     |
| 1999     | 快打旋風III 3rd Strike  | 孤高的修道者（）       | 大川透     |
| 2000     | 快打旋風EX 3            |                        | 石塚堅     |
| 2008     | 快打旋風4               | 不間斷的追求者（）     | 高橋廣樹   |
| 2009     | 超級快打旋風4           | 不間斷的追求者（）     | 高橋廣樹   |
| 2009     | 快打旋風Online 滑鼠世代 |                        |            |
| 2016     | 快打旋風V               |                        |            |
| 2023     | 快打旋風6               |                        |            |

#### 跨作品系列
- 漫威系列

| 發行年份 | 遊戲名稱                                | 角色稱號               | 角色配音員 |
| -------- | --------------------------------------- | ---------------------- | ---------- |
| 1996     | X-MEN VS. STREET FIGHTER                | 去會會比我強的人吧（） |            |
| 1997     | MARVEL SUPER HEROES VS. STREET FIGHTER  |                        |            |
| 1998     | MARVEL VS. CAPCOM CLASH OF SUPER HEROES |                        | 森川智之   |
| 2000     | MARVEL VS. CAPCOM 2 NEW AGE OF HEROES   | 孤高的求道者（）       | 石塚堅     |
| 2011     | MARVEL VS. CAPCOM 3 Fate of Two Worlds  |                        | 高橋廣樹   |
| 2017     | MARVEL VS. CAPCOM: INFINITE             |                        |            |

- SNK系列

| 發行年份 | 遊戲名稱                            | 角色稱號         | 角色配音員 |
| -------- | ----------------------------------- | ---------------- | ---------- |
| 1999     | 頂上決戰 最強Fighter SNK VS. CAPCOM |                  | -          |
| 1999     | SNK VS. CAPCOM 激突Card Fighter     |                  | -          |
| 2000     | CAPCOM vs. SNK                      | 永遠的挑戰者（） | 森川智之   |
| 2000     | CAPCOM vs. SNK PRO                  | 永遠的挑戰者（） | 森川智之   |
| 2001     | CAPCOM vs. SNK 2                    | 永遠的挑戰者（） | 森川智之   |
| 2003     | SNK VS. CAPCOM SVC CHAOS            |                  | 森川智之   |

- 其它系列

| 發行年份 | 遊戲名稱                                     | 角色稱號         | 角色配音員 |
| -------- | -------------------------------------------- | ---------------- | ---------- |
| 2001     | 卡普空&彩京網路對戰麻將                      |                  |            |
| 2005     | 南夢宮X卡普空                                |                  | 森川智之   |
| 2008     | 龍之子VS卡普空                               | 無止盡的鬥志（） | 高橋廣樹   |
| 2015     | 任天堂明星大亂鬥3DS/Wii U（任天堂）－DLC角色 |                  | 高橋廣樹   |
| 2018     | 任天堂明星大亂鬥 特別版（任天堂）            |                  | 高橋廣樹   |

#### 其它
| 發行年份 | 遊戲名稱            | 角色稱號 | 角色配音員 |
| -------- | ------------------- | -------- | ---------- |
| 1992     | Capcom World 2      |          |            |
| 1996     | 快打方塊            |          | 保志總一朗 |
| 1997     | 袖珍快打            |          | 保志總一朗 |
| 2004     | CAPCOM FIGHTING JAM |          | 森川智之   |

### 電影
1993年嘉禾推出由王晶導演，根據《街頭霸王II》遊戲改編的電影《超級学校霸王》，影片中由郭富城飾演隆這一角色。
1994年卡普空以《超級快打旋風II》角色為班底，製作了由真人演出的英語動作電影《街頭霸王：終極之戰》。影片中飾演隆的演員由文峰負責擔任；但並非是故事主角，電影版主角為尚-克劳德·范·戴姆飾演的美軍格鬥家角色「蓋爾」。

### 動畫
| 發行年份 | 動畫名稱                   | 角色配音員 |
| -------- | -------------------------- | ---------- |
| 1994     | 快打旋風II MOIVE           | 清水宏次朗 |
| 1995     | 快打旋風II V               | 辻谷耕史   |
| 2000     | 快打旋風ZERO THE ANIMATION | 小杉健     |

### 劇場CD
| 發行年份 | CD名稱                                | 角色配音員 |
| -------- | ------------------------------------- | ---------- |
| 1992     | 快打旋風II 春麗飛翔傳說               | 島田敏     |
| 1994     | 快打旋風ZERO 外傳 - 春麗的旅程        | 辻谷耕史   |
| 1996     | 快打旋風ZERO2 外傳 - 最危險的女子高生 | 辻谷耕史   |
| 1999     | 快打旋風ZERO3 劇場專輯                | 森川智之   |

## 衍生漫畫

### 少年快打

#### 概要
為中平正彥執筆，在1995年至1996年期間在新聲社漫畫雜誌《ComicGamest》連載的作品，並以兩冊單行本發行。
後續1999年因新聲社倒閉而一度絕版，直至2007年改由集英社再版發行。

#### 劇情簡介
內容以快打旋風ZERO、ZERO2為架構，描述著年輕時期的隆在與泰拳格鬥家「沙加特」決鬥時，原先被沙加特壓著打的隆在比賽時突然被內心裡「殺意的波動」的力量所控制、而失去意志大爆發擊倒了沙加特。事後隆對無法控制「殺意的波動」的自己感到失望，而選擇放棄成為格鬥家對自己放逐、並當了麻藥組織的保鑣。
某日隆所屬的麻藥組織被國際女警春麗所搜捕。當春麗得知隆對「殺意的波動」一事所困時，便向隆提出若能協助調查正在網羅強力格鬥家的國際犯罪組織「夏德魯」的背後企圖、便釋放他的條件。
隆在深入調查事件後逐漸懂得如何去抵抗「殺意的波動」的力量，並將面臨企圖毀壞世界、夏德魯的統帥「貝卡」的挑戰。

### 最終的決戰

#### 概要
同由中平正彥創作，為前一作品《少年快打》的續篇，劇情背景則以《快打旋風3》改編。

#### 劇情簡介
故事為隆與久違的友人肯·馬斯達斯見面、並與肯進行了一場互相切戳的比劃，而在比劃的結果後隆輸給了領悟到「真格鬥家」意義的肯。
之後隆對於如何成為「真格鬥家」一事感到迷惘，就在困擾之時隆遇到一名要求成為他弟子的神秘老者「歐羅」。而隆在與歐羅的旅行中，逐漸體會到格鬥家的真義、以及打鬥時如何達到向對手一擊必殺的能力。
悟出到新道理的隆，之後便想向年少時期認定的世上最強格鬥家「豪鬼」── 進行一場最終的對決。

## 評價
- GameSpot遊戲網站：電子遊戲界最偉大角色前八名[15]。
- UGO網站：娛樂產業裡最偉大英雄第71名[16]、《快打旋風》系列最佳角色第2名[17]。
- IGN多媒體評論網站：《快打旋風》系列最佳角色第1名，並評論為「少有的具備樸實美感的角色」[18]。
- GameDaily遊戲雜誌：前20位《快打旋風》系列最佳角色第2名[19]。
- Gamest遊戲雜誌1992年2月68期：1991年全年度最佳遊戲角色第3名[20]。
- Gamest遊戲雜誌1997年1月188期：1996年全年度最佳遊戲角色第13名[21]。

## 關係遊戲角色
- 剛拳：隆學習格鬥技的師範[22]。
- 豪鬼：剛拳的弟弟，持有「殺意的波動」的究極格鬥家，是隆在未來格鬥路上必須面臨的對手[22]。
- 肯·馬斯達斯：與隆一齊向剛拳習武的美國格鬥家，隆最好的朋友及對手[23]。
- 沙加特：獨眼的泰拳高手，因胸口被隆的昇龍拳擊出傷疤、而將隆視為要打倒的目標[24]。
- 春日野櫻：崇拜隆而立志成為格鬥家的女子高中生[25]。
- 维加：邪惡組織「影羅」的領導人，欲將擁有優秀格鬥技巧的隆洗腦為手下[26]。
- 歐羅：居住在亞馬遜雨林年齡140歲、持有異常能力的人瑞，對隆的天份素質很感興趣，並希望能當他修行的導師[27]。

## 其它
隆在《快打旋風II》裡的勝利台詞「若擋不住昇龍拳的攻擊、你就沒獲勝的機會」，此句當初在海外英語街機版譯為「You Must Defeat Sheng Long To Stand A Chance」。因將「昇龍拳」直接以拼音譯成「Sheng Long」的緣故，應該是「You Must Defeat ShoryukenTo Stand A Chance」才對。而讓當時一些玩家誤以為「Sheng Long」指的是一個角色的名稱，之後美國電玩雜誌《Electronic Gaming Monthly》在1992年4月刊裡特定以此點捏造了一個愚人節玩笑，報導出讓角色「Sheng Long」在《快打旋風II》裡登場方法的假消息。
名稱由來據說是出自初代開發者（現為快打旋風Ⅳ開發廠Dimps社長）西山隆志名字中的"隆"一字。